# 20. Division (Deutsches Kaiserreich)
Die 20. Division, für die Dauer des mobilen Verhältnisses auch als 20. Infanterie-Division bezeichnet, war ein Großverband der Preußischen Armee.

## Gliederung
Die Division war Teil des X. Armee-Korps.

### Friedensgliederung 1914
- 39. Infanterie-Brigade in Hannover
  - Infanterie-Regiment „von Voigts-Rhetz“ (3. Hannoversches) Nr. 79 in Hildesheim
  - 4. Hannoversches Infanterie-Regiment Nr. 164 in Hameln und Holzminden (III. Bataillon)
- 40. Infanterie-Brigade in Braunschweig
  - 2. Hannoversches Infanterie-Regiment Nr. 77 in Celle
  - Braunschweigisches Infanterie-Regiment Nr. 92 in Braunschweig
- 20. Kavallerie-Brigade in Hannover
  - 2. Hannoversches Dragoner-Regiment Nr. 16 in Lüneburg
  - Braunschweigisches Husaren-Regiment Nr. 17 in Braunschweig
- 20. Feldartillerie-Brigade in Hannover
  - Feldartillerie-Regiment „von Scharnhorst“ (1. Hannoversches) Nr. 10 in Hannover
  - Niedersächsisches Feldartillerie-Regiment Nr. 46 in Wolfenbüttel und Celle (II. Abteilung)
- Landwehrinspektion Hannover

### Kriegsgliederung bei Mobilmachung 1914
- 39. Infanterie-Brigade
  - Infanterie-Regiment „von Voigts-Rhetz“ (3. Hannoversches) Nr. 79
  - 4. Hannoversches Infanterie-Regiment Nr. 164
  - Hannoversches Jäger-Bataillon Nr. 10
- 40. Infanterie-Brigade
  - 2. Hannoversches Infanterie-Regiment Nr. 77
  - Braunschweigisches Infanterie-Regiment Nr. 92
- Stab und 3. Eskadron/Braunschweigisches Husaren-Regiment Nr. 17
- 20. Feldartillerie-Brigade
  - Feldartillerie-Regiment „von Scharnhorst“ (1. Hannoversches) Nr. 10
  - Niedersächsisches Feldartillerie-Regiment Nr. 46
- 2. und 3. Kompanie/Hannoversches Pionier-Bataillon Nr. 10

### Kriegsgliederung vom 20. März 1918
- 40. Infanterie-Brigade
  - 2. Hannoversches Infanterie-Regiment Nr. 77
  - Infanterie-Regiment „von Voigts-Rhetz“ (3. Hannoversches) Nr. 79
  - Braunschweigisches Infanterie-Regiment Nr. 92
  - MG-Scharfschützen-Abteilung Nr. 32
  - 5. Eskadron/Braunschweigisches Husaren-Regiment Nr. 17
- Artillerie-Kommandeur Nr. 20
  - Niedersächsisches Feldartillerie-Regiment Nr. 46
  - Fußartillerie-Bataillon Nr. 155
- Hannoversches Pionier-Bataillon Nr. 10
- Divisions-Nachrichten-Kommandeur Nr. 20

## Geschichte
Die Division wurde nach Beendigung des Deutschen Krieges am 11. Oktober 1866 aufgestellt und hatte ihr Kommando bis zur Auflösung 1919 in Hannover.

### Gefechtskalender

#### 1914
- 04. bis 16. August – Eroberung von Lüttich
- 23. bis 24. August – Schlacht bei Namur
- 29. bis 30. August – Schlacht bei St. Quentin
- 06. bis 9. September – Schlacht am Petit Morin
- 12. bis 13. September – Kämpfe bei Reims
- ab 13. September – Kämpfe an der Aisne

#### 1915
- bis 25. April – Kämpfe an der Aisne
- 25. bis 30. April – Transport nach dem Osten
- 01. bis 3. Mai – Schlacht von Gorlice-Tarnów
- 04. bis 23. Mai – Verfolgungskämpfe nach der Schlacht von Gorlice-Tarnów
  - 16. bis 23. Mai – Übergang über den San
- 24. bis 26. Mai – Kämpfe bei Radymno und am San
- 27. Mai bis 4. Juni – Kämpfe am Brückenkopf von Jaroslau
- 12. bis 15. Juni – Durchbruchsschlacht von Lubaczów
- 17. bis 22. Juni – Schlacht bei Lemberg
- 22. Juni bis 16. Juli – Verfolgungskämpfe an der galizisch-polnischen Grenze
- 16. bis 18. Juli – Durchbruchsschlacht von Krasnostaw
- 19. bis 28. Juli – Kämpfe im Anschluss an die Durchbruchsschlacht von Krasnostaw
- 29. bis 30. Juli – Durchbruchsschlacht von Biskupice
- 31. Juli bis 19. August – Verfolgungskämpfe vom Wieprz bis zum Bug
- 19. August bis 8. September – Verfolgungskämpfe zwischen Bug und Jasiolda
- 09. bis 26. September – Reserve der OHL und Transport nach Westen
- 27. September bis 18. Oktober – Herbstschlacht in der Champagne
- ab 19. Oktober – Kämpfe an der Aisne

#### 1916
- bis 16. Mai – Kämpfe an der Aisne
  - 10. März – Erstürmung des Berges bei La Ville aux Bois
- 17. Mai bis 7. Juni – Reserve der OHL und Transport nach Osten
- 04. Juni bis 15. Juli – Kämpfe am Stochod
- 16. bis 27. Juli – Kämpfe am oberen Styr-Stochod
- 28. Juli bis 4. November – Schlacht bei Kowel
- 05. bis 20. November – Stellungskämpfe am oberen Styr-Stochod
- 20. bis 25. November – Transport nach dem Westen
- ab 26. November – Kämpfe an der Aisne

#### 1917
- bis 3. Februar – Kämpfe an der Aisne
- 04. bis 15. Februar – Stellungskämpfe in Lothringen (Reserve der OHL)
- 16. Februar bis 6. März – Stellungskampf im Oberelsass (Reserve der OHL)
- 07. bis 14. März – Kämpfe an der Aisne
- 15. März bis 5. April – Stellungskämpfe an der Aisne
- 06. April bis 8. Mai – Doppelschlacht an der Aisne und in der Champagne
- 15. Mai bis 4. Juli – Stellungskämpfe in der Champagne
- 04. bis 8. Juli – Stellungskämpfe in den Argonnen
- 07. bis 14. Juli – Transport nach dem Osten
- 15. bis 22. Juli – Stellungskämpfe an der Lomnica bei Kalusz
- 21. bis 30. Juli – Verfolgungskämpfe in Ostgalizien
- 31. Juli bis 2. August – Kämpfe um den Zbrucz, zwischen Zbrucz und Sereth
- 03. bis 23. August – Stellungskämpfe zwischen Dnjestr und Zbrucz, am Zbrucz und zwischen Zbrucz und Sereth
- 01. bis 5. September – Schlacht um Riga
  - 02. September – Kämpfe am Großen Jägel
  - 04. September – Eroberung von Bahnhof Hinzenberg
  - 04. September – Verfolgungsgefechte in Richtung der Straße Riga-Wenden
- 06. bis 10. September – Stellungskämpfe nördlich der Düna
- 10. bis 20. September – Transport nach Westen
- 20. bis 26. September – Stellungskämpfe in Flandern und Artois
- 27. September bis 10. Oktober – Herbstschlacht in Flandern
- 11. Oktober bis 5. November – Stellungskämpfe in Flandern und Artois
- ab 20. November – Kämpfe in der Siegfriedstellung
  - 20. bis 29. November – Tankschlacht bei Cambrai
  - 30. November bis 7. Dezember – Angriffsschlacht bei Cambrai

#### 1918
- bis 31. Januar – Kämpfe in der Siegfriedstellung
- 01. Februar bis 20. März – Stellungskämpfe im Artois und Aufmarsch zur Großen Schlacht in Frankreich
- 21. März bis 6. April – Großen Schlacht in Frankreich
  - 21. bis 23. März – Durchbruchsschlacht Monchy-Cambrai
  - 21. bis 23. März – Kämpfe um Morchies und Beugny
  - 24. bis 25. März – Schlacht um Bapaume
- 07. bis 8. April – Kämpfe an der Ancre, Somme und Avre
- 15. April bis 25. Mai – Stellungskämpfe vor Verdun auf den Maashöhen bei Lamorville-Spada und St. Mihiel
- 25. Mai bis 25. Juni – Reserve des OHL bei Arlon
- 25. Juni bis 14. Juli – Stellungskämpfe in der Champagne
- 15. bis 17. Juli – Angriffsschlacht an der Marne und in der Champagne
- 18. bis 25. Juli – Abwehrschlacht zwischen Soissons und Reims
- 26. Juli bis 3. August – Bewegliche Abwehrschlacht zwischen Marne und Vesle
- 03. bis 17. August – Reserve der Heeresgruppe Deutscher Kronprinz bzw. Boehn
- 17. bis 27. August – Kämpfe vor der Front Ypern-La Bassée
- 28. August bis 2. September – Schlacht bei Monchy-Bapaume
- 04. bis 26. September – Kämpfe vor der Siegfriedfront
- 27. September bis 8. Oktober – Abwehrschlacht zwischen Cambrai und St. Quentin
- 09. bis 14. Oktober – Kämpfe vor und in der Hermannstellung
- 15. Oktober bis 11. November – Abwehrkämpfe zwischen Maas und Beaumont
- 15. Oktober bis 11. November – Abwehrschlacht in der Champagne und an der Maas
- 12. November bis 23. Dezember – Räumung des besetzten Gebietes und Marsch in die Heimat

## Kommandeure
| Dienstgrad                   | Name                                      | Datum                                                              |
| ---------------------------- | ----------------------------------------- | ------------------------------------------------------------------ |
| Generalleutnant              | Julius von Bose                           | 30. Oktober 1866 bis 17. Juli 1870                                 |
| Generalmajor                 | Alexander von Kraatz-Koschlau             | 18. Juli 1870 bis 22. Mai 1871                                     |
| Generalmajor                 | Albrecht von Preußen                      | 23. Mai 1871 bis 30. Mai 1871                                      |
| Generalmajor                 | Emil von Woyna                            | 30. Mai bis 30. Juni 1871 (in Vertretung)                          |
| Generalmajor                 | Albrecht von Preußen                      | 01. Juli 1871 bis 7. April 1873                                    |
| Generalmajor                 | Karl Friedrich Alexander von Diringshofen | 08. April bis 6. August 1873 (in Vertretung)                       |
| Generalmajor                 | Albrecht von Preußen                      | 07. August bis 11. Dezember 1873                                   |
| Generalmajor                 | William von Voigts-Rhetz                  | 12. Dezember 1873 bis 14. Januar 1874 (mit der Führung beauftragt) |
| Generalmajor/Generalleutnant | William von Voigts-Rhetz                  | 15. Januar 1874 bis 11. März 1881                                  |
| Generalleutnant              | Rudolf von Thile                          | 12. März 1881 bis 6. Juli 1883                                     |
| Generalmajor                 | Heinrich von Olszewski                    | 07. Juli bis 5. Dezember 1883 (mit der Führung beauftragt)         |
| Generalleutnant              | Heinrich von Olszewski                    | 06. Dezember 1883 bis 3. Dezember 1886                             |
| Generalleutnant              | Gottlieb von Haeseler                     | 04. Dezember 1886 bis 14. Januar 1887                              |
| Generalleutnant              | Otto von Frankenberg-Lüttwitz             | 15. Januar 1887 bis 21. März 1890                                  |
| Generalleutnant              | Hugo von Winterfeld                       | 22. März 1890 bis 19. Juli 1891                                    |
| Generalleutnant              | Gebhard von Krosigk                       | 20. Juli 1891 bis 16. Juni 1893                                    |
| Generalleutnant              | Max von Bock und Polach                   | 17. Juni 1893 bis 13. Dezember 1897                                |
| Generalleutnant              | Hans von Gottberg                         | 14. Dezember 1897 bis 14. Juni 1898                                |
| Generalleutnant              | Egon von Gayl                             | 15. Juni 1898 bis 15. Juni 1901                                    |
| Generalleutnant              | Wilhelm von Moltke                        | 16. Juni 1901 bis 26. Januar 1905                                  |
| Generalleutnant              | Wilhelm von Kanitz                        | 27. Januar 1905 bis 14. Februar 1906                               |
| Generalmajor                 | Wilhelm von und zu Egloffstein            | 15. Februar bis 19. März 1906 (mit der Führung beauftragt)         |
| Generalleutnant              | Wilhelm von und zu Egloffstein            | 20. März 1906 bis 26. Januar 1910                                  |
| Generalleutnant              | Erich von Gündell                         | 27. Oktober 1910 bis 31. März 1913                                 |
| Generalleutnant              | Alwin Schmundt                            | 01. April 1913 bis 23. September 1914                              |
| Generalmajor/Generalleutnant | Horst von Oetinger                        | 24. September 1914 bis 30. August 1915                             |
| Generalmajor                 | Arthur von Lüttwitz                       | 31. August 1915 bis 26. April 1916                                 |
| Generalmajor                 | Roderich von Schoeler                     | 27. April bis 20. August 1916 (mit der Führung beauftragt)         |
| Generalleutnant              | Roderich von Schoeler                     | 21. August bis 30. September 1916                                  |
| Generalleutnant              | Richard Wellmann                          | 01. Oktober 1916 bis 2. Dezember 1917                              |
| Generalleutnant              | Otto von Trautmann                        | 03. Dezember 1917 bis 25. März 1918                                |
| Generalmajor                 | Wilhelm Zwenger                           | 26. März 1918 bis 31. Januar 1919                                  |
| Generalmajor                 | Ernst von Uechtritz und Steinkirch        | 01. bis 8. Februar 1919                                            |
| Generalleutnant              | Wilhelm von Woyna                         | 09. Februar 1919 bis zur Auflösung                                 |